# 東田平站
東田平站（日语：／ Higashi-Tabira eki */?）是位於長崎縣平戶市田平町小崎免，松浦鐵道的西九州線車站。
此站是日本最西冠以「東」邊的車站。

## 歷史
此站原本位於舊北松浦郡田平村內，當時車站名為「田平站」。在1954年（昭和29年），田平村和南田平村合併成為田平町，而車站的位置位於田平町東邊。田平町的中心站為「平戶口站」（啟用時位於舊南田平村）。在松浦鐵道接管後的1989年（平成元年），平戶口站改名為「田平平戶口站」，而此站改名為「東田平站」。
- 1935年（昭和10年）8月6日 - 田平駅啟用[1]。
- 1948年（昭和23年）8月1日 - 開始起卸小型貨物[2]。
- 1960年（昭和35年）1月15日 - 結束起卸貨物業務。
- 1968年（昭和43年）2月1日 - 成為無人車站。
- 1987年（昭和62年）4月1日 - 伴隨國鐵分割民營化，車站由九州旅客鐵道（JR九州）營運[3][4][5]，成為JR九州松浦線車站。
- 1988年（昭和63年）4月1日 - 松浦鐵道接管松浦線，成為松浦鐵道西九州線車站。
- 1989年（平成元年）3月11日 - 車站改名為東田平站。

## 車站構造
車站是一座地面車站，設有1面1線的單式月台。此站是無人車站，沒有車站大樓，只有候車室和廁所。

## 車站周邊
- 國道204號
- 一六海灘

## 使用狀況
以下為1日平均乘車人次列表：
| 乘車人員變化 | 乘車人員變化 |
| 年度         | 1日平均人次  |
| ------------ | ------------ |
| 1998         | 8            |
| 1999         | 13           |
| 2000         | 15           |
| 2001         | 19           |
| 2002         | 26           |
| 2003         | 19           |
| 2004         | 17           |
| 2005         | 12           |
| 2006         | 10           |
| 2007         | 13           |
| 2008         | 9            |
| 2009         | 11           |
| 2010         | 9            |

## 相鄰車站
松浦鐵道
西九州線
西木場－東田平－中田平

## 注腳
1. 1 2  「鉄道省告示第310号」『官報』1935年8月2日（國立國會圖書館數碼化收藏）
2. ↑  「運輸省告示第208号」『官報』1948年7月31日（國立國會圖書館數碼化收藏）
3. ↑  九州鉄道百年祭実行委員会・百年史編纂部会 (编).  初版. 九州旅客鉄道. 1988: 181 （日语）.
4. ↑  『交通年鑑 昭和63年版』 交通協力會，1988年3月。
5. ↑  今村都南雄 『民営化の效果と現実NTTとJR』 中央法規出版，1997年8月。ISBN 978-4805840863
6. ↑  長崎縣統計年鑑

## 外部連結
- 東田平站時間表 （页面存档备份，存于）（日語） - 松浦鐵道